# Skotarske
Skotarske, česky také Skotarsko, ukrajinsky Скотарське, maďarsky Kisszolyva, je obec ve volovecké územní komunitě (hromadě), v okrese Mukačevo, v Zakarpatské oblasti Ukrajiny. V roce 2001 zde žilo 1362 obyvatel.

## Části obce
- Ivanfolvo (Іванфолво)
- Svaljavka (Свалявка)

## Historie
První písemná zmínka o obci pochází z roku 1630. Do uzavření Trianonské smlouvy byla obec součástí Uherska, poté byla součástí Československa. V roce 1939 byla okupována Maďarskem. Od roku 1945 byla obec součástí Ukrajinské sovětské socialistické republiky, která byla součástí SSSR. Od roku 1991 je obec součástí nezávislé Ukrajiny.